# Uña de Gato
Uña de Gato är en ort i Mexiko.   Den ligger i kommunen Charo och delstaten Michoacán de Ocampo, i den södra delen av landet, 200 km väster om huvudstaden Mexico City. Uña de Gato ligger 2 044 meter över havet och antalet invånare är 115.
Terrängen runt Uña de Gato är varierad. Runt Uña de Gato är det ganska tätbefolkat, med 62 invånare per kvadratkilometer. Närmaste större samhälle är Morelia, 19,1 km väster om Uña de Gato. I omgivningarna runt Uña de Gato växer i huvudsak blandskog.